# Kanton Mâcon-1
 Mâcon-1 is een kanton van het Franse departement Saône-et-Loire. Het kanton maakt deel uit van het arrondissement  Mâcon.  

Het telt 23.709 inwoners in 2018.

Het kanton werd gevormd ingevolge het decreet van 18  februari 2014 met uitwerking op 22 maart 2015.

## Gemeenten
Het kanton Mâcon-1 omvat bij zijn oprichting volgende gemeenten: 
- Charnay-lès-Mâcon
- Mâcon (hoofdplaats) (noordelijk deel)
- Sancé